# Hunge
Hunge is een plaats in de gemeente Bräcke in het landschap Jämtland en de provincie Jämtlands län in Zweden. De plaats heeft 63 inwoners (2005) en een oppervlakte van 14 hectare. De plaats ligt aan het meer Hungsjön.